# پیتر اودموینگی
پیتر اوسازه اودموینگی (انگلیسی: Peter Osaze Odemwingie؛ زادهٔ ۱۵ ژوئیهٔ ۱۹۸۱) بازیکن فوتبال اهل نیجریه است.
وی همچنین در تیم ملی فوتبال نیجریه بازی کرده‌است.